# Традиционализм
Традиционали́зм — мировоззрение или социально-философское направление, которое ставит в основу выраженную в традиции практическую мудрость, которую традиционалисты считают следствием многовекового доказанного опыта, или практического разума; или контрреволюционные консервативно-реакционные идеи, представляющие собой идеологически оформленную защитную реакцию на отклонение культуры и социума от идеализированной социокультурной модели, предполагающей общий устойчивый порядок. Понятия традиционализма и консерватизма крайне близки, однако консерватизм не отрицает эволюционное развитие общества.

## История развития
Примитивный, дорефлективный традиционализм отличается практическим отсутствием противостоящей изменениям группы людей и связан с мифологическими представлениями о традиции. Появление идеологического, или рефлективного традиционализма связывают со временем Средневековья или с концом XVIII века, когда философами Просвещения были посеяны сомнения в традиционных истинах, и связывают с такими именами, как Жозеф де Местр, Луи де Бональд, Франсуа Рене де Шатобриан, Фабр д’Оливе и Доносо Кортес.

### Интегральный традиционализм
Интегральный традиционализм — безальтернативно-сакральное философско-религиозное учение, критикующее современный мир и выявляющее во всех культурах и религиях логику единой интегральной Традиции, некогда существовавшей, но утраченной. Сформулировано французским мыслителем Рене Геноном в XX веке. К числу ярких представителей интегрального традиционализма принадлежат итальянский философ Юлиус Эвола, голландско-немецкий лингвист, археолог, этнограф, основатель Аненэрбе Герман Вирт (с оговорками), румынский этнограф и религиовед Мирча Элиаде (с оговорками), мыслители Титус Буркхардт, Фритьоф Шуон.
Основателя учения Рене Генона некоторые западные философы и социологи по степени радикализма сравнивают с Карлом Марксом, отмечая, однако, куда более глубокую критику современного мира во всех его проявлениях. Рене Генон оказал фундаментальное влияние на целый ряд современных политических, социальных и культурных течений, в том числе, на немецкий национал-социализм, особенно эзотерические течения СС (через Юлиуса Эволу и Германа Вирта), итальянский фашизм (через Юлиуса Эволу), европейское движение Новых правых (через Алена де Бенуа), итальянскую политологию, социологию и философию (через Клаудио Мутти). 
Современность
В России к традиционалистам относят философа Александра Дугина, в США  — Стива Бэннона. В 2018 году Дугин встречался с Бенноном в Риме; по сведениям американского профессора Б. Тейтельбаума  беседа продолжалась 8 часов.

## Проявления
Традиционализм характерен для политического реакционного движения. Для традиционного общества, как и для внутриконфессиональной ортодоксии характерны моноцентризм и авторитаризм.
Считается, что в искусстве традиционализм противостоит авангардизму. Однако, ряд традиционалистов (к примеру, Эвола) сочетали в своём творчестве авангардизм и традиционализм.
Для гендерного традиционализма характерен совершенно различный подход: встречается как классический среди современных консерваторов — патриархат, так и неординарный и экстравагантный матриархат, но среди глубоко погрузившихся в тему половой метафизики традиционалистов, чаще распространены идеи андрогината, не путать с андрогинностью. Несмотря на такое разнообразие, ни одна из этих конструкций в призме воззрений традиционалистов не сочетается с концепцией равных прав.